# Centre Penitenciari Brians 2
El Centre Penitenciari Brians 2 és una presó de la Generalitat de Catalunya situada al municipi de Sant Esteve Sesrovires. Es va inaugurar l'any 2007. Està situat al costat del Centre Penitenciari Brians 1.
L'edifici consta de catorze mòduls residencials de vida ordinària (edificis D) i cadascun té tres plantes i 72 cel·les. Això representa un total de 1.008 cel·les amb capacitat per a 1.500 persones distribuïdes per tot el Centre Penitenciari, a més d'altres dos mòduls per a serveis i perfils determinats: el Departament Especial de Règim Tancat (edifici E) per a penats classificats en 1r grau i el Departament Especial (edifici J), pensat bàsicament per a interns sancionats.

## Interns notables
- Diego Torres, exsoci d'Iñaki Urdangarin a l'Institut Nóos, hi va ingressar 18 de juny de 2018.[3]

- Oriol Pujol, condemnat pel cas de les ITV, hi ingressà 17 de gener de 2019.[4]

- Manuel Brito, condemnat per diversos crims relacionats amb la fuga amb un altre reclús, F.J. Picatoste, del centre penitenciari de Ponent.[5]

- John McAfee, empresari i programador informàtic, un dels primers en dissenyar un software antivirus.[6]

- Dani Alves, exfutbolista, condemnat per una violació a una noia a un bar de Barcelona. Ingressà a presó al 20 de gener de 2023,[7] i va ser condemnat a 4 anys i 6 mesos més de un any després.[8]